# Juan Carlos Valdivia
Juan Carlos Valdivia Galdo (La Paz, Bolívia, segle XX) és un director, productor i guionista de cinema mexicà nascut a Bolívia. Va estudiar direcció i producció de cinema i vídeo al Columbia College de Chicago. Des del 1994 s'ha establert a Mèxic, país del que va adoptar la nacionalitat i en el que ha realitzat la major part de la seva tasca. Va realitzar videoclips pel grup Maná i episodis per a sèries de televisió.
El 1995 va debutar com a director de cinema amb Jonás y la ballena rosada (1995) coproducció bolivià-mexicana, basada en la novel·la homònima de José Wolfango Montes Vanucci, que fou premiada al Festival Internacional del Nou Cinema Llatinoamericà de l'Havana. El 1999 va realitzar la telenovel·la La vida en el espejo i el 2005 el seu segon llargmetratge, American Visa, basat en la novel·la policíaca de Juan de Recacoechea i que va guanyar el Premi Ariel al millor guió adaptat i Colón de Plata al Festival de Cinema Iberoamericà de Huelva El 2009 va dirigir Zona sur, amb la que va guanyar el premi a la direcció al Festival de Sundance. El 2013 va dirigir Yvy Maraey, que va guanyar el premi al millor so al Festival Internacional del Nou Cinema Llatinoamericà de l'Havana.

## Filmografia
- Jonás y la ballena rosada (1995)
- La vida en el espejo (telenovel·la, 1999)
- American Visa (2005)
- El laberinto (2007)
- Zona sur (2009)
- Yvy Maraey (2013)
- Søren (2018)[7]